# Hermann Sietmann
Hermann Karl Sietmann (* 16. März 1897 in Brädikow; † 10. Juni 1947 in Berlin-Pankow) war ein deutscher Widerstandskämpfer gegen den Nationalsozialismus.

## Leben
Hermann Sietmann war Soldat im Ersten Weltkrieg. 1919 trat er der SPD bei. Beruflich wurde er zunächst Angestellter im Deutschen Landarbeiter-Verband Westhavelland. Anschließend begann er sich fortzubilden und er wurde ab 1923 Anwärter in den Dienst der Schutzpolizei. Obwohl er ab 1933 mit großer Härte gegen Kommunisten und Sozialdemokraten vorging, gehörte er doch mehreren Widerstandsgruppen, darunter dem Roten Stoßtrupp sowie der Kirchenbewegung Deutsche Christen an. Zudem hielt er Kontakt zur Reichsbannergruppe um Theodor Haubach und Karl Heinrich. 1934 wurde er aus politischen Gründen aus dem Polizeidienst entlassen.
In Tetschen-Bodenbach wurde er auf einer Kurierreise für den Roten Stoßtrupp verhaftet. Im April 1940 wurde er wegen Verstößen gegen das Heimtückegesetz zu anderthalb Jahren Gefängnis verurteilt, die er in Berlin-Tegel absaß. Dies hielt ihn nicht von weiterer Widerstandstätigkeit ab. So versteckte er zusammen mit Harald Poelchau den jüdischen Musiker Konrad Latte und weitere Verfolgte des NS-Regimes.
1944 wurde er eingezogen und kämpfte im Zweiten Weltkrieg. Nach dem Ende des Dritten Reichs wurde er erneut Schutzpolizist, verstarb aber bereits am 10. Juni 1947.